# 11 (album)
Pour les articles homonymes, voir Eleven (homonymie).
Albums de Bryan Adams
Anthology
(2005) Tracks of My Years
(2014)
Singles
1. I Thought I'd Seen Everything
Sortie : mars 2008
2. Tonight We Have the Stars
Sortie : mai 2008
3. She's Got a Way
Sortie : septembre 2008

11 (Eleven) est le 11e album studio du chanteur de rock canadien Bryan Adams sorti le 14 mars 2008.

## Liste des titres
| No  | Titre                             | Auteur                                             | Durée |
| --- | --------------------------------- | -------------------------------------------------- | ----- |
| 1.  | Tonight We Have the Stars         | - Bryan Adams - Jim Vallance - Gretchen Peters     | 4:06  |
| 2.  | I Thought I'd Seen Everything     | - Adams - Eliot Kennedy - Robert John "Mutt" Lange | 5:06  |
| 3.  | I Ain't Losin' the Fight          | - Adams - Kennedy - Lange                          | 3:56  |
| 4.  | Oxygen                            | - Adams - Kennedy - Lange                          | 3:35  |
| 5.  | We Found What We Were Looking For | - Adams - Lange - Trevor Rabin                     | 3:37  |
| 6.  | Broken Wings                      | - Adams - Kennedy                                  | 3:36  |
| 7.  | Somethin' to Believe In           | - Adams - Kennedy                                  | 4:00  |
| 8.  | Mysterious Ways                   | - Adams - Peters                                   | 4:28  |
| 9.  | She's Got a Way                   | - Adams - Kennedy                                  | 4:41  |
| 10. | Flower Grown Wild                 | - Adams - Vallance - Peters                        | 3:53  |
| 11. | Walk on By                        | - Adams - Vallance                                 | 2:54  |

| 12. | The Way of the World            | - Adams - Vallance - Peters | 3:18 |
| 13. | Saved                           | - Adams - Peters            | 4:08 |
| 14. | Miss America                    | - Adams - Kennedy           | 3:57 |
| 15. | She's Got a Way (Chicane Remix) | - Adams - Kennedy           | 3:36 |

## Classements hebdomadaires
| Classement (2008)                  | Meilleure place |
| ---------------------------------- | --------------- |
| Allemagne (Media Control AG)       | 3               |
| Australie (ARIA)                   | 35              |
| Autriche (Ö3 Austria Top 40)       | 2               |
| Belgique (Flandre Ultratop)        | 2               |
| Belgique (Wallonie Ultratop)       | 35              |
| Canada (Canadian Albums Chart)     | 1               |
| Danemark (Tracklisten)             | 2               |
| Espagne (Promusicae)               | 12              |
| États-Unis (Billboard 200)         | 80              |
| Finlande (Suomen virallinen lista) | 21              |
| France (SNEP)                      | 157             |
| Italie (FIMI)                      | 50              |
| Irlande (IRMA)                     | 25              |
| Norvège (VG-lista)                 | 39              |
| Pays-Bas (Mega Album Top 100)      | 8               |
| Portugal (AFP)                     | 4               |
| Royaume-Uni (UK Albums Chart)      | 6               |
| Suède (Sverigetopplistan)          | 30              |
| Suisse (Schweizer Hitparade)       | 1               |

## Certifications
| Pays                    | Certification |
| ----------------------- | ------------- |
| Danemark (IFPI Danmark) | Or            |
| Royaume-Uni (BPI)       | Argent        |
| Suisse (IFPI)           | Or            |